# Шеломенцево
Шеломе́нцево — село в Еткульском районе Челябинской области России. Входит в состав Печёнкинского сельского поселения.

## География
Село находится на востоке Челябинской области, в лесостепной зоне, на восточном берегу озера Песчаное, к юго-западу от озера Круглое, на расстоянии 7 км (по прямой) к востоку от села Еткуль, административного центра района. Абсолютная высота 214 м над уровнем моря.

## Население
| 2002 | 2010 |
| ---- | ---- |
| 325  | ↘301 |

Гендерный состав
По данным Всероссийской переписи населения 2010 года, в гендерной структуре населения мужчины составляли 44,2 %, женщины — 55,8 %.
Национальный состав
Согласно результатам переписи 2002 года, в национальной структуре населения русские составляли 91 %.

## Улицы
| - ул. Береговая, - ул. Восточная, - ул. Молодёжная, - ул. Центральная, | - пер. Городской, - пер. Дачный, - пер. Школьный. |